# Balanophyllia floridana
Balanophyllia floridana är en korallart som beskrevs av Pourtalès 1868. Balanophyllia floridana ingår i släktet Balanophyllia och familjen Dendrophylliidae. Inga underarter finns listade i Catalogue of Life.